# Processo Brin
Il processo Brin è un processo di produzione dell'ossigeno su scala industriale ormai obsoleto. In questo processo l'ossido di bario (BaO) reagisce a 500–600 °C con l'aria per formare perossido di bario (BaO2) che si decompone a oltre 800 °C rilasciando ossigeno:
{\displaystyle {\ce {2BaO\ +\ O2\leftrightarrow 2BaO2}}}
La reazione fu scoperta da Joseph Louis Gay-Lussac e Louis Jacques Thénard nel 1811 e Jean Baptiste Boussingault cercò di utilizzare questa reazione per stabilire un processo per produrre ossigeno nel 1852. Il processo funzionò solo per pochi cicli e poi divenne inefficiente. Due studenti di Boussingault, i fratelli Quentin e Arthur Leon Brin, scoprirono che tracce di anidride carbonica (CO2) formavano carbonato di bario (BaCO3). La rimozione dell'anidride carbonica con l'idrossido di sodio (NaOH) risolse questo problema. Nel 1884 aprirono una fabbrica che produceva ossigeno grazie al loro processo migliorato. Nel processo commerciale, la cattura e il rilascio di ossigeno erano controllati dalla pressione piuttosto che dalla temperatura, con l'ossigeno catturato ad alta pressione e rilasciato a bassa pressione. Ciò ha consentito un cambio più rapido tra le fasi di cattura e rilascio, che sarebbe durato da una a due ore.
L'azienda è stata inizialmente chiamata Brins Oxygen Company in onore dei due fratelli. Nel 1906 fu ribattezzata British Oxygen Company.
Una delle principali applicazioni dell'ossigeno era l'uso per le luci della ribalta. Prima della fine del 19º secolo l'elettrolisi dell'acqua e la distillazione frazionata dell'aria liquefatta divennero metodi economicamente più economici per produrre ossigeno e il processo cadde lentamente in disuso.